# Ulisses FC
Ulisses FC (Armeens: Ուլիս Ֆուտբոլային Ակումբ; Ulis Futbolayin Akumb) was een Armeense voetbalclub uit de hoofdstad Jerevan.
De club werd in 2000 opgericht als Dinamo-2000 Erevan en veranderde in 2004 de naam in Dinamo-Zenit Erevan, de huidige naam werd in 2006 aangenomen.
In 2001 speelde de club voor het eerst in de hoogste klasse en werd 9de op 13 clubs. In 2002 werden de thuiswedstrijden in Ashtarak gespeeld. De volgende seizoenen bleef de club van achter eindigen maar behoedde zich wel telkens voor degradatie. In 2004 en 2005 eindigde de club in de middenmoot. Het eerste seizoen als Uliss Erevan werd afgesloten met een degradatie. Na twee derde plaatsen in 2009 en 2010 werd de club voor het eerst landskampioen in 2011. In het seizoen 2014/15 werd Ulisses tweede. Op 3 februari 2016 maakte de club bekend dat het zich vanwege financiële problemen terugtrok uit de competitie en daarna opgeheven.
Tweede elftal Shengavit FC won in 2008 en 2011 de Aradżin chumb maar mocht niet promoveren omdat Ulisses al op het hoogste niveau speelde.

## Erelijst
- Bardzragujn chumb: 2011

## In Europa
#Q = #kwalificatieronde, T/U = Thuis/Uit, W = Wedstrijd, PUC = punten UEFA coëfficiënten .
Uitslagen vanuit gezichtspunt Ulisses FC
| Seizoen | Competitie       | Ronde | Land               | Club                 | Totaalscore | 1e W    | 2e W    | PUC |
| ------- | ---------------- | ----- | ------------------ | -------------------- | ----------- | ------- | ------- | --- |
| 2010/11 | Europa League    | 1Q    | Vlag van Israël    | Bnei Yehuda Tel Aviv | 0-1         | 0-0 (T) | 0-1 (U) | 0.5 |
| 2011/12 | Europa League    | 1Q    | Vlag van Hongarije | Ferencvárosi TC      | 0-5         | 0-3 (U) | 0-2 (T) | 0.0 |
| 2012/13 | Champions League | 2Q    | Vlag van Moldavië  | FC Sheriff Tiraspol  | 0-2         | 0-1 (T) | 0-1 (U) | 0.0 |
| 2015/16 | Europa League    | 1Q    | Vlag van Malta     | Birkirkara FC        | 0-0 (U)     | 1-3 (T) | 0.5     |     |

Totaal aantal punten voor UEFA coëfficiënten:1.0

## Bekende (oud-)spelers
| - Armen Tigranyan - Dan Sserunkuma - Milutin Ivanović - Joël Tshibamba - Daniel Özbiliz - Dragan Tatarević - Vadims Javoišs | - Tengiz Ugrekhelidze - Nika Pilijev - Irakli Geperidze - Yegor Tarakanov - Artak Aleksanyan - Rade Dugalić |